# Flid, fedt og snyd
Flid, Fedt og Snyd er en tv-serie fra 1981, hvor Gotha Andersen lærer børn, hvordan de kan komme nemt og ubesværet gennem skoletiden, hvis de benytter sig af flid, fedt og snyd.